# Jaume Albertí i Ferrer
Jaume Albertí i Ferrer   (Inca, 13 d'abril de 1889 - Pollença, 16 de setembre de 1979) fou un pedagog i instrumentista mallorquí. Fou deixeble d'Oriol Martorell, de N. Tornadell, de Josep Balaguer i de M. Marquès. Començà la carrera de músic com a militar. Va dirigir l'Orfeó l'Harpa d'Inca i l'Orfeó de Sineu. Més endavant, dirigí la Banda Mallorquina de Palma, la Banda Municipal de Pollença i la Banda Municipal d'Inca i de Santa Margalida. L'Escola de Música Jaume Albertí d'Inca du el seu nom des que es va inaugurar el 1997.
Una de les aficions poc conegudes del mestre Albertí és el seu amor per l'art de la pintura, cosa que duia a terme en les seves estones lliures, motiu pel qual no és d'estranyar la seva amistat amb el magnífic pintor Dionís Bennàssar (Pollença, 1904 – 1967), amb qui passava les estones lliures, sortint a passejar o dedicant aquests moments a la pintura.
Pel que fa als darrers anys de mestre Albertí, després d'haver deixat del tot la seva tasca musical, es va retirar a la seva residència de Pollença, on va morir als 90 anys, el dia 9 de setembre de 1979.

## Biografia
A l'edat de catorze anys rep les seves primeres lliçons musicals d'Onofre Martorell, director d'una de les bandes que hi havia en aquells temps a Inca (“Sa Música de Mestre Nofre”). També rep instrucció de Josep Picó Forteza i Josep Bonnin (“en Pepet des clarinet”), que l'instruïren com a clarinetista, Nadal Torrandell (solfeig i de teoria de la música), Josep Balaguer (harmonia i instrumentació) i el conegut compositor Pere Miquel Marquès i Garcia, amb el qual va perfeccionar la seva formació. L'any 1904 va ingressar com a educand a la Música Militar del Regiment d'Infanteria Palma 61.

## Vida professional
El 1905 ascendia com a músic de tercera, i a l'any 1910 va ascendir a músic de primera mitjançant un concurs oposició. Durant els anys 1916-1919 fou director de la Banda Mallorquina de Palma. Amb aquesta formació musical va participar, l'any 1919, en el segon Concurs de Bandes de Música, celebrat a sa Pobla, en la modalitat de primera secció i interpretant la peça obligada “Gran marxa” del poema La viola del mestre Pere Miquel Marquès. L'any 1920, gràcies a la creació de la Banda de Música del Regiment d'Infanteria Inca 62, va sol·licitar-hi el trasllat i l'hi fou concedit. D'aquesta manera passava a fer feina a la seva ciutat, on va romandre fins a l'any 1932, en què es va retirar i va passar a la reserva com a militar. L'any 1926 fou nomenat director de la Banda Municipal de Pollença, tal vegada una de les bandes de música més antigues de Mallorca. S'entrevistà a Pollença amb una comissió integrada per alguns músics i regidors de l'Ajuntament i, com a satisfactori resultat de dita reunió, Albertí acceptà l'encàrrec de la reorganització de la Banda Municipal composta, gairebé en tota la seva totalitat, de gent jove.

## Tasca a Pollença
La tasca realitzada a Pollença va ser reconeguda moltes vegades, és significativa la ressenya realitzada per Miquel Bota Totxo 125 anys de música a Pollença 1865–1990, publicada a l'Anuari de l'Ajuntament de Pollença (Any I núm. 0. Novembre de 1990, 77), en el qual es parla de la seva activitat al capdavant de la banda assenyalant que va ser Albertí qui va reviure la banda municipal de Pollença quan estava passant per un moment de crisi important.
Segons afirma Bota Totxo, la banda travessà moments de crisi greu amb perill de desembocar cap a la seva extinció total, ja que els músics s'anaren disgregant i el grup anà disminuint. Fins que el 8 de desembre de 1926, festivitat de la Puríssima Concepció de Maria, el Mestre Albertí s'entrevistà a Pollença amb una comissió integrada per alguns músics i varis regidors de l'Ajuntament i, com a satisfactori resultat de la reunió, Albertí acceptà l'encàrrec de la reorganització de la Banda Municipal a base de gent jove i altres músics partidaris del senyor Jaume Vicenç, els germans Bartomeu i Antoni Cifre Borràs i el senyor Bartomeu Moragues, que, durant més d'una dècada, havien lluitat amb afany per mantenir la banda.
Aquesta va ser una tasca que li va suposar fer un gran esforç al mestre Albertí fins a l'hora que pogué veure convertits en realitat els seus afanys de dirigir una Banda Municipal digna. Posant així de manifest la seva tenacitat i la seva recomanable pedagogia musical.
Van ser molts els concerts rellevants realitzats amb la Banda de Pollença, destaquem el 27 de gener de 1934 l'homenatge a Adam C. Diehl (considerat com el creador del turisme internacional a Pollença), a la plaça de la Llibertat. L'any 1935 concert a sa Pobla, amb motiu de les festes patronals dedicades a Sant Jaume; a l'estiu del 1936, en el Club Pollença davant turistes estrangers pertanyents al món de la música que es trobaven a l'Hotel Formentor de vacances.
L'any 1941 passà a dirigir la Banda Municipal d'Inca, que compaginava amb la direcció de la Banda de Pollença, fins a l'any 1958, en què es va retirar i va rebre un merescut homenatge. També va dirigir la Banda de Santa Margalida.

## Experiència en la docència
Com a mestre, sens dubte, un dels seus alumnes predilectes fou Bartomeu Oliver Martí (Felanitx, 1894 – Palma, 1988), ja que aquest en arribar a Inca rebé classes de música de Jaume Albertí, i Josep Balaguer Vallès (Inca, 1869 – Palma, 1951), tots dos naturals d'aquesta ciutat; amb ells estudià contrapunt i fuga, composició i orquestració. D'altra banda, es donava la circumstància que l'esposa de Jaume Albertí, Innocència Sancho (Capdepera, 1887 – Pollença, 1963), era germana de l'esposa de Bartomeu Oliver, Bàrbara Sancho, cosa que va afavorir el vincle entre alumne i mestre, i va acostar encara més les dues famílies.L'any 1950, don Jaume Albertí cessà com a director de la Banda de Pollença; a partir d'aquest moment la Banda va tornar a entrar en una profunda crisi, i gairebé va desaparèixer, ja que només feia actuacions esporàdiques.

## Agrupacions fundades
El 1920 va fundar juntament amb el poeta i periodista Miquel Duran i Saurina l'Orfeó l'Harpa d'Inca, del qual fou director fins a l'any 1946. Als seus inicis i sota la direcció del mestre anà forjant un repertori principalment integrat per cançons populars. El 1928 va fundar l'Orfeó de Sineu i el va dirigir durant dos anys. Amb data 14 d'agost de 1929, en un escrit del Correo de Mallorca, podem llegir: “Los componentes del Orfeón de Sineu han entregado en Inca a su director don Jaime Albertí una batuta”.

## Arranjaments, transcripcions i composicions

### Arranjaments
Per a cor mixt
La sardana de les monges, obra composta per Enric Morera i Viura (Barcelona, 1865-1942) sobre un poema d'Àngel Guimerà (Santa Cruz de Tenerife, 1845 – Barcelona, 1924).
El taronger i Cançó de juliol, amb lletra d'Apel·les Mestres (Barcelona, 1854-1936), i música de Rossend Massagué (Piera, Catalunya, s. XIX – Barcelona, 1936).
Per a veu i piano
Cançó de la Lluna, amb lletra de Miquel Forteza Piña (Palma, 1888 - 1969), música de Rosend J. Massagué i dedicada a Miquel Duran.
La bona vetlladora (Cançó de Bressól), amb lletra de Joaquim Ruyra (Girona, 1858–Barcelona, 1939), i música de Rosend J. Massagué. Amb la dedicatòria: A la meva Mare.
El bufó, amb lletra d'Apel·les Mestres, i música de Rosend J. Massagué. Amb dedicatòria: A na Francisca Ferrer.
D'aquestes obres, se’n conserven els manuscrits signats per l'autor i són propietat de la neta del mestre Albertí, Lina Vanrell Albertí i el seu fill Toni Vanrell.
Per a banda
El 17 de gener de 1938 al Teatre Kursaal de Sóller, es va celebrar un concert per la Banda-Orquestra del Regiment d'Infanteria de Palma núm. 36, dirigida pel comandant José Balaguer. Al programa de mà es pot veure que 7 de les 14 obres presentades són transcripcions del mestre Jaume Albertí: 
A la primera part: 
I. Grieg: En mi país, melodia.
II. Grieg: Última primavera.
IV. Marquès, marxa del poema La vida. Obra pòstuma.
Segona part: 
I Brahms: Danzas números 1 i 4.
Tercera part: 
II Marquès. “Odaliscas”, dansa arabesca del poema La Alhambra. Obra pòstuma.
III Noguera A. Hivernenca, cançó del folklore mallorquí.
Probablement aquestes podrien ser algunes de les primeres transcripcions conegudes, encara que amb tota seguretat van ser moltes més les que portà a terme el mestre Jaume Albertí. Referits en el llibre de Bota Toxo, apareixen els arranjaments i instrumentació de les sarsueles en un acte Ai, quaquin que has vengut de prim i Amor de pagesia, de Pere Melià Bauçà (fill del mestre Josep Melià Mayol, director de la Banda de Pollença des del 1906 fins al 1911). Amor de pagesia és més coneguda, popularment, per “N'Aineta”. En aquesta obra inclou el “Visca Pollença”, que ha estat adoptat com a himne a Pollença.
A l'any 1948, amb motiu de les festes de la commemoració del VI centenari de la troballa de l'antiga imatge de la Mare de Déu del Puig a 1348, es va celebrar l'estrena del poema dramàtic en tres actes Vós reinau damunt l'altura amb música dels mestres Antoni Torrandell i Jaume Albertí. El text de l'obra és de Miquel Bota Totxo (Pollença, 1920-2005), poeta, escriptor i autor teatral. Hi participaren la Banda de Música i el Cor de Pollença. Dirigí l'orquestra el mestre Jaume Albertí. Diu el mateix Bota Totxo en el seu llibre 125 anys de música a Pollença 1865-990 que “l'èxit fou grandiós”.
Joan Company, Pere Estelrich i Joan Moll i Marquès, en el llibre Tres músics mallorquins (Conselleria d'Educació i Cultura del Govern balear, 75) daten l'estrena de Vós reinau damunt l'altura per a orquestra, tenor, soprano i cor el 6 juny de 1946, i consideren la participació d'Albertí només com a instrumentador.
L'any 1958 (20 i 21 de desembre), al Saló del Club Pollença, s'estrena Somnis de pescador, sarsuela en tres actes, amb música dels mestres Joan Santandreu i Jaume Albertí, que dirigí l'Orquestra, amb participació dels músics de la Banda Municipal.

### Composicions[2]
- Himno a la solidaridad catòlica, amb lletra de Costa i Llobera (12-01-1907).
- Himno del miliciano (dedicat a Pollença).
- Missa dels diumenges d'Advent i de Corema, editada per la impremta La Esperanza, impremta del Correo de Mallorca (Lonjeta, 11).
- Vós reinau damunt l'altura, amb Antoni Torrandell (1948).
- Goigs a lloança de Santa Maria Assumpta Gloriosa (1950), amb lletra de Miquel Duran Saurina (músic, mestre, director, pedagog i instrumentista).
- Somnis de pescador, en col·laboració amb Joan Santandreu (1958).
- Oh estel de la gruta.
- A la Mare de Déu de Lourdes.
- A Nuestra Sra. De Lourdes.
- Padre nuestro a 4 veus.
- Massell d'olors.